# Каянча (село)
Каянча   (алт. Кайынчы) —  опустевшее село в Онгудайском районе Республики Алтай России. Входит в состав Шашикманского сельского поселения. 

## География
Расположено в  горно-степной зоне  центральной части Республики Алтай и находится у реки Каянча. Уличная сеть не развита. 
Абсолютная высота 321   метр выше уровня моря
.

## Население
| 2010 | 2011 | 2012 | 2013 | 2014 | 2015 |
| ---- | ---- | ---- | ---- | ---- | ---- |
| 0    | →0   | →0   | →0   | →0   | →0   |
| 2016 |      |      |      |      |      |
| →0   |      |      |      |      |      |

Национальный состав
Согласно результатам переписи 2002 года, в национальной структуре населения алтайцы составляли 100 % от общей численности населения в 1 жителя

## Инфраструктура
Личное подсобное хозяйство. 

## Транспорт
Конечный пункт автодороги регионального значения «Онгудай - Каянча» (идентификационный номер 84К-40) (Постановление Правительства Республики Алтай от 12.04.2018 N 107 «Об утверждении Перечня автомобильных дорог общего пользования регионального значения Республики Алтай и признании утратившими силу некоторых постановлений Правительства Республики Алтай»).
Просёлочные дороги.